# First Niagara Bank
Die First Niagara Bank ist eine amerikanische Bank mit Sitz in Buffalo. Die First Niagara Financial Group, Inc. steht auf Platz 44 der größten Banken in den Vereinigten Staaten mit einer Aktiva von rund 40 Mrd. US-Dollar.

## Geschichte
Die Bank wurde im Jahr 1870 als Farmers and Mechanics' Savings Bank gegründet, im Jahr 1967 in Lockport Savings Bank und im Jahr 2000 in First Niagara umbenannt. Am 30. Oktober 2015 wurde sie von der KeyCorp Bank aufgekauft.